# Jumla
Jumla è un centro abitato del Nepal occidentale di circa 2.000 abitanti capoluogo del Distretto di Jumla nella provincia Karnali Pradesh, fa parte della municipalità di Chandannath.
La città si trova in una zona montagnosa a circa 2.300 m di altitudine.
A poca distanza dal villaggio si trova l'aeroporto di Jumla (IATA: JUM, ICAO: VNJL) con voli della Yeti Airlines da e per Birendranagar.